# 児玉連
児玉 連（こだま れん、1902年10月13日 - 1983年10月31日）は、日本の経営者。静岡銀行頭取を務めた。東京都出身。

## 経歴
1932年に東京帝国大学法学部法律学科を卒業し、同年に日本徴兵保険に入社。
1935年に浜松銀行(のちの静岡銀行)に転じ、1953年に取締役に就任し、1955年に常務、1961年に専務を経て、1970年に頭取を就任。1973年に取締役相談役を経て、1979年から相談役を務めた。1974年からはテレビ静岡社長も務めた。
1973年9月に藍綬褒章を受章し、1980年11月に勲三等瑞宝章を受章。
1983年10月31日肝硬変のために死去。81歳没。